# Gregory River (Clarke River)
Der Gregory River ist ein Fluss im Osten des australischen Bundesstaates Queensland.

## Geografie

### Flusslauf
Der Fluss entsteht bei der Siedlung Gregory Springs am Südwestende der Montgomery Range, südöstlich des Blackbraes-Nationalparks und rund 135 Kilometer nördlich von Hughenden aus dem North Gregory River und dem South Gregory River. Er fließt nach Ost-Nordost und mündet südlich der Montgomery Range in den Clarke River.

### Nebenflüsse mit Mündungshöhen
- North Gregory River – 669 m
- South Gregory River – 669 m[1]